# Charles Ingram
Charles William Ingram (Shardlow, Derbyshire, 6 de agosto de 1963) es un excomandante del Ejército Británico conocido por haber sido encontrado culpable de fraude en el concurso de televisión Who Wants to Be a Millionaire? en 2001. Fue condenado por el Tribunal de la Corona de Southwark por cargo único de lograr, mediante engaño, la expedición del cheque del premio.
Fue condenado por fraude al seguro en 2003, y se le obligó a dimitir como Comandante por la Junta de la Armada.
Ingram está casado con Diana Ingram (nacida en 1965)y, desde entonces, ha participado en concursos de televisión, como The Weakest Link, Wife Swap, Hell's Kitchen, y en Big Brother's Big Mouth.

## Educación y carrera
Nacido en Shardlow, Derbyshire, Ingram asistió a la Oswestry School y obtuvo su Grado en Ingeniería civil en la Kingston Polytechnic, un máster en Gestión empresarial en la Defence College of Management and Technology, parte de la Universidad de Cranfield, consiguió ser miembro en el Instituto de Personal y Desarrollo, miembro en el Instituto de Gestión Colegiada, y una membresía en la Asociación para la Gestión de Proyectos. Se unió a Mensa en enero de 2003, tres meses antes del caso judicial, y también se convirtió en miembro de la Sociedad de Autores.[cita requerida]
En 1986, entrenó para la Armada en Sandhurst y le fue dado el cargo de Oficial en los Ingenieros Reales. Además, ya ostentaba el cargo de Comandante en 1995, y en 1999 sirvió en Bosnia durante seis meses para las misiones de paz de la OTAN. Fue obligado a dimitir del Ejército en agosto de 2003.

## Who Wants to Be a Millionaire?
El 9 y 10 de septiembre de 2001, Ingram fue concursante en el concurso de televisión Who Wants to Be a Millionaire?. Su esposa Diana Ingram y su hermano Adrian Pollock habían sido concursantes previamente en el programa, ganando ambos 32.000 libras. El show, presentado por Chris Tarrant, fue uno de los más vistos en el Reino Unido en 1999; una de las ediciones se vio por 19 millones de telespectadores, una tercera parte de la población británica.
Para cuando la grabación del primer día terminó, Ingram había conseguido 4.000 libras y usado dos de sus tres  "comodines". El equipo de producción dudaba de que él fuese a llegar más lejos cuando se retomó la grabación; sin embargo, él fue por el premio del millón de libras. Ingram cambiaba de respuestas erráticamente, pareciendo elegir una respuesta pero de repente cambiándola por otra. Por ejemplo, se le preguntó quién grabó el álbum del año 2000 de Craig David Born to Do It, Ingram dijo que "nunca había oído a" David, y parecía ir hacia una opción diferente antes de decantarse por la respuesta correcta.
La compañía productora del programa, Celador, suspendió el pago del millón de libras después de que sospechasen de que Ingram había hecho trampas. El personal de producción acusó a Ingram y a su esposa de defraudar el programa al tener un cómplice entre el público, el conferencista Tecwen Whittock, que tosía cuando Ingram leía en voz alta la respuesta correcta.
Tarrant, quien bebió champán con los Ingram en la sala de vestuario, dijo que estaba convencido de que Ingram era genuino cuando firmó el cheque por 1 millón de libras: "Si hubiese pensado que había algo mal, ciertamente no lo habría firmado." Cuando se le preguntó si la atmósfera en la sala de vestuario era tensa después del programa, Tarrant contestó: "No, para nada. Parecían tan normales como la gente que acaba de ganar un millón de libras estaría en esa situación." Sin embargo, dijo que cuando iba hacia la sala de vestuario, "me dijeron que había habido un intercambio desagradable." Un miembro del equipo, Eve Winstanley, testificó en juicio que Ingram parecía muy "infeliz" para ser alguien que había ganado un millón de libras.
Los empleados de Celador realizaron y examinaron varias cintas de compilación, antes y después de contactar con la policía. Celador y su compañía de edición, Editworks, conservó todas las cintas durante el caso y todas las cintas se reprodujeron en el Tribunal.[cita requerida]
En el Tribunal, Paul Smith de Producciones Celador confirmó que su compañía había producido previamente un programa de televisión sobre testigos del caso, para emitirse en ITV después del juicio. Se emitió más tarde en ITV un mes después del juicio como Tonight With Trevor McDonald – Major Fraud, el cual fue visto por más de 17 millones de telespectadores. Dos semanas después, el después de que Major Fraud se emitiese en EE. UU., el mismo canal emitió otro programa sobre el mismo tema titulado The Final Answer, el cual fue visto por más de 5 millones de telespectadores. 

### Juicio
Tras un juicio en el Tribunal de la Corte de Southwark que duró cuatro semanas (incluyendo la deliberación del jurado durante tres días y medio), que finalizó poco después de que se echase a un miembro del jurado por discutir el caso en público, Charles y Diana Ingram y Whittock fueron condenados por un veredicto mayoritario de "lograr, mediante engaño, la expedición de un beneficio" el 7 de abril de 2003. Tanto los Ingram como Whittock recibieron cada uno penas de prisión suspendidas de dos años (los Ingram fueron sentenciados a 18 meses y Whittock fue sentenciado a 12 meses), cada uno multado con 15.000 libras, y fueron condenados a pagar cada uno 10.000 libras por las costas judiciales. A los dos meses del veredicto y de la sentencia, el juez ordenó a los Ingram pagar las costas adicionales de la defensaː Charles Ingram 40.000 libras y Diana Ingram 25.000 libras. Junto con los honorarios, los Ingram tuvieron que pagar 115.000 libras.
El 19 de agosto de 2003, la Junta de la Armada ordenó a Ingram que dimitiese a su puesto de Comandante, después de 17 años de servicio, pero declararon que esto no afectaría a sus derechos de pensión.
El 19 de mayo de 2004, el Tribunal de Apelación le negó la autorización de Ingram para apelar contra su condena y mantuvo la sentencia, pero aceptó anular la multa de su esposa y las costas judiciales. El 5 de octubre de 2004, la Cámara de los Lores negó la autorización de Ingram para apelar contra su multa y costas judiciales, y él apeló al Tribunal Europeo de Derechos Humanos. El 20 de octubre de 2004, el Juez del juicio original redujo la orden de gastos de la defensa de Ingram a 25.000 libras y la orden de gastos de la defensa de Diana Ingram a 5.000 libras. El 21 de mayo de 2005, Ingram apeló su condena a la Comisión de Revisión de Casos Penales (CCRC). La CCRC completó su revisión en otoño de 2006, concluyendo que "no había perspectivas suficientes de anular la condena".
Bob Woffinden, que tenía interés desde hace mucho tiempo en errores judiciales, publicó un artículo de dos páginas en el Daily Mail en 2004, titulado "Is The Coughing Major Innocent?"
En 2006, el periodista Jon Ronson, quien cubrió el caso para el Guardian en aquel entonces, escribió que creía que los Ingram podían ser inocentes. Fue convencido por un argumento de James Plaskett, quien había ganado 250.000 libras en Millionaire y había estado entre el público tres veces. Ronson había observado que cuando la palabra "toser" se mencionaba durante el juicio, los jubilados en la galería del público habían tosido involuntariamente. Plaskett argumentó que este era un ejemplo de toses causadas por desencadenantes inconscientes y que Tecwen había tosido simplemente cuando él oía la respuesta correcta. Argumentó que Tecwen había dicho de modo audible "no" en respuesta a una respuesta incorrecta de la misma manera que los miembros del público se susurran "no" los unos a los otros.
Se publicó un libro sobre el caso, Bad Show: The Quiz, The Cough, The Millionaire Major por Bob Woffinden y James Plaskett en enero de 2015.
La multa y las costas judiciales de Charles Ingram por 25.000 libras se redujeron más tarde a 5.000 libras en apelación.
Quiz, una obra escrita por James Graham que reexamina los sucesos y la siguiente condena a los Ingram y a Whittock, abrió el Minerva Theatre, Chichester, el 3 de noviembre de 2017, hasta el 9 de diciembre de 2017. La obra se transfirió al West End, representándose en el Noël Coward Theatre desde el 31 de marzo de 2018 al 16 de junio de 2018.

#### Prueba grabada
En el Tribunal, Ingram afirmó que la cinta de vídeo era "poco representativa de lo que escuché"; en efecto, él continúa afirmando que fue "injustamente manipulado". Que se había preparado una grabación de video con tos amplificada sobre otros sonidos, incluidas las voces de Ingram y Tarrant, por los editores de Celador (Editworks), para la fiscalía y "en beneficio del jurado" durante el juicio (y más tarde para los telespectadores en las retransmisiones de televisión). Ingram declaró que ni "escuchó, ni incitó, ni se dio cuenta de ninguna tos". La fiscalía alegó que, de las 192 toses grabadas durante la segunda noche de su actuación, se grabaron 32 de los diez concursantes Fastest Finger First, y que 19 de las 32 toses escuchadas en el vídeo eran "significativas". La fiscalía afirmó que esas toses "significativas" eran de Whittock, cada una en el momento exacto en el que se decía la respuesta correcta. Chris Tarrant también negó escuchar ninguna tos en el Tribunal, declarando que estaba muy ocupado para darse cuenta.

#### Testimonio de Larry Whitehurst
Larry Whitehurst, otro concursante que apareció en el concurso como un concursante Fastest Finger First en cuatro ocasiones, insistía en que sabía las respuestas a las preguntas de Ingram. Le dijo al Tribunal que había detectado un patrón de toses, y que estaba totalmente convencido de que las toses habían ayudado a Ingram. En la decimocuarta pregunta de la noche, Larry Whitehurst se sintió atraído hacia Whittock después de que este había tosido y se había sonado la nariz demasiadas veces, debido al hecho de que Ingram estaba a punto de responder a la pregunta erróneamente. En la pregunta del millón de libras, sabía la respuesta a la pregunta, así que pudo estudiar el proceso entre los hombres, y tan pronto como Whittock tosió en la respuesta correcta, Whitehurst creyó que estaban haciendo trampas.

#### Testimonio de Tecwen Whittock
Whittock declara haber sufrido una persistente tos durante toda su vida e insistió en que tenía una tos genuina causada por una combinación de fiebre del heno y alergia al polvo, y que solo era una coincidencia que su problema de garganta coincidiese con la respuesta correcta. Durante el juicio, sin embargo, el jurado escuchó las pruebas una vez que Whittock se ganó el derecho a sentarse en el punto de mira, sus problemas de garganta desaparecieron. Whittock testificó más tarde que había bebido varios vasos de agua antes de enfrentarse a las cámaras. Whittock insistió también que no sabía las respuestas a las tres preguntas en las que supuestamente él había ayudado. Sin embargo, la policía encontró la respuesta a la pregunta número 12, respecto al artista que pintó Los embajadores, en un libro escrito a mano de conocimiento general en su casa.
Davies, el jefe de piso, dijo que, tan pronto como se dio cuenta de las toses durante la grabación, decidió averiguar quien era el responsable. "La tos más fuerte provenía de Tecwen en el asiento número tres", dijo. "Él estaba hablando con la persona de su izquierda cuando yo le estaba observando, y entonces se giró luego hacia el set y al punto de mira para toser." Whittock remarcó durante el juicio que "no se tose en la cara de nadie".
Durante el juicio, Whittock se mostró a sí mismo como un "perdedor serio de programa de concursos" porque había sido eliminado en la ronda uno de 15 a 1 y que solo había ganado un atlas por su aparición enSale of the Century. Sin embargo, Whittock ganó dos veces en Brain of Britain (en BBC Radio 4) y en la semifinal de 1994 fue derrotado por poco por el semifinalista.[cita requerida] En la semifinal de 1997, terminó en tercer lugar.[cita requerida]

### Veredicto
El juez de primera instancia retomó el caso declarando al jurado que las cintas y Whitehurst eran dos piezas de "evidencia directa" ofrecidas por la fiscalía antes de añadir que, "las coincidencias suceden".[cita requerida]
Después de tres días de deliberación y después de que un miembro del jurado fuese removido por el Juez, el presidente del jurado informó al Juez que, por mayoría, consideraron a Ingram y a Tecwen culpables, pero a Diana no. El juez informó que al jurado que ya que era un caso único de la fiscalía que los tres co-acusados habían conspirado y que Diana era fundamental, este no era un resultado posible. El jurado se retiró de nuevo y emergieron veinte minutos más tarde diciendo que ahora consideraban culpable a ella también.[cita requerida]
En el día del veredicto, el Juez sentenció a Ingram a una condena de 20 meses de prisión suspendida mientras que Whittock y Diana Ingram recibieron ambos unas condenas de 18 meses suspendidos.[cita requerida]

## Fraude de seguros
En 2003, los Ingram fueron de nuevo a los Juzgados acusados de fraude. Charles Ingram fue sentenciado culpable por el Tribunal de la Corona de Bournemouth el 28 de octubre de obtener una ventaja pecuniaria por engaño, y de una segunda acusación de engaño al intentar reclamar una póliza de seguro después de un presunto robo en su casa. Ingram no le había dicho a la aseguradora Direct Line sobre las reclamaciones que había hecho tres años antes de contratar la póliza en julio de 2001. El Tribunal dijo que Ingram había sido un "demandante habitual" con Norwich Union después de sufrir una "desafortunada" perdida de sus posesiones privadas. Hizo siete demandas sobre los contenidos asegurados de su casa entre 1991 y 1997, antes de su aparición en Millionaire. Estos incluían 1,600 libras por un bolso robado, 430 libras por un anillo perdido y 42 por el ornamento roto de un pato.
Christopher Parker, fiscal, dijo que Ingram cambió de aseguradora a Zurich en 1997 cuando Norwich Union redujo una reclamación de robo de 19.000 libras a 9.000 libras, y en 2000 se cambió de nuevo a Direct Line. "Ha sido ineluctablemente deshonesto," dijo el Sr. Parker. "Fue a Direct Line y no dijo nada sobre su historial de reclamaciones porque sabía que no sería asegurado. Puede que no haya comenzado como la pieza de villanía más monstruosa, pero estas cosas tienden a convertirse en una bola de nieve y todo se detuvo cuando reclamó 30.000 libras" El personal de Direct Line ya tenía "sospechas" de la reclamación por robo de Ingram por 30.000 libras pero decidieron investigarlo solo después de leer en el periódico sobre su cuestionable forma de ganar en el concurso.

## Vida personal
Ingram vive en Bradford, con su mujer, Diana, y sus tres hijas. Ingram y su mujer se declararon en bancarrota en noviembre de 2004 y en noviembre de 2005, respectivamente.[cita requerida]
Desde que dejó el Ejército, Ingram ha escrito dos libros: The Network, publicado el 27 de abril de 2006, y Deep Siege, publicado el 8 de octubre de 2007. También repara ordenadores, y ayuda a su mujer con su negocio de venta de joyas artesanales.
En septiembre de 2010, mientras Ingram segaba el césped de su jardín, accidentalmente pisó cerca de un manzano una manzana podrida, resbalando sobre la máquina podadora a gasolina, perdiendo el dedo gordo y el segundo dedo del pie izquierdo.